# Perschling (Katastralgemeinde)
Perschling ist ein Dorf und eine Katastralgemeinde in der Gemeinde Perschling im Bezirk St. Pölten-Land in Niederösterreich.
Das Dorf liegt an der Wiener Straße B 1. Historisch interessant ist das ehemalige Posthaus, das allerdings renovierungsbedürftig ist. Die Ortskapelle ist über 1000 Jahre alt. In Sichtweite des Ortes verläuft die neue Westbahn von Wien nach St. Pölten mit der Tunnelkette Perschling.

## Geschichte
Ehemals eine Post- und Pferdewechselstation für den Postverkehr. Ältester Ort an der Perschling.
In der zweiten Hälfte des 20. Jahrhunderts wandelte sich die Erwerbsstruktur dramatisch: Gab es um 1950 noch zahlreiche bäuerliche (Klein)Betriebe und Gewerbe (Schneider, Schuhmacher, Bäcker, Lebensmittelgeschäft, Schmied, Wagner, Taschner, Elektriker, Mechaniker, Fleischer, Gastwirte u. a. m.), so verschwanden bis 2000 die meisten dieser Betriebe. Bedingt durch den Ausbau von Schulbuslinien konnten die Kinder immer leichter weiterführende Schulen in St. Pölten oder Krems besuchen. Nach 2000 sind die meisten zur auswärtigen Erwerbstätigkeit gezwungen. Im Jahr 2005 wurde das traditionsreiche Postamt in Perschling aufgelassen.
Im Februar 2015 wurde der Name der Gemeinde dem Umstand angepasst, dass der Ort Perschling zentral im Gemeindegebiet liegt und eine gute Infrastruktur zur Nahversorgung aufweist. Aus der Gemeinde Weißenkirchen an der Perschling wurde die Gemeinde Perschling.

## Öffentliche Einrichtungen, Betriebe
Bedingt durch die zentrale Lage in der Gemeinde Weißenkirchen sind zurzeit im Ort der Kindergarten, das Gemeindeamt mit der Bücherei, dem Gemeindesaal und der Musikschule situiert. Auch das Heimatmuseum und die Freiwillige Feuerwehr sind im Areal des ehemaligen Gasthauses Gastegger untergebracht. Gleich hinter dem Gemeindeamt, neben dem Kindergarten entstand ein neues Schulgebäude für eine vierklassige Volksschule mit großzügigem Turnsaal. Die neue Schule wird seit dem Schuljahr 2012/13 benutzt.
Ein Gasthaus und Fleischereibetrieb, ein Lebensmittelmarkt (24/7 geöffnet) mit Bankomat, eine 24-h-Tankstelle mit Bistro und ein Elektrogeschäft bilden die Grundlage der Nahversorgung der hier wohnenden Bevölkerung. Die Ordination des Gemeindearztes Dr. Haas mit ärztlicher Hausapotheke befindet sich in unmittelbarer Nähe des Gemeindeamtes.

## Kultur und Museen
Im Bereich des Gemeindehauses der Gemeinde Perschling, gelegen an der Hauptstraße, befindet sich das Heimatmuseum. In fünf Räumen werden hier einerseits ehemals verwendete Gerätschaften aus der Landwirtschaft und historisches Werkzeug der Gewerbebetriebe und andererseits prähistorische Fundstücke (Mammutknochen) gezeigt. Sehenswert sind auch die Fototafeln aus der Geschichte des 20. Jahrhunderts.

## Ausflugsziele
- Barockkirche Heiligenkreuz-Gutenbrunn (etwa 7 km)
- Wasserschloss Pottenbrunn (etwa 10 km)
- Stift Herzogenburg (etwa 10 km)
- Landeshauptstadt St. Pölten (etwa 15 km)